# Metal celtique
Le metal celtique est un sous-genre du folk metal, ayant émergé dans les années 1990 en Irlande. Comme son nom l'indique, le genre est une fusion de heavy metal (au sens large, car les éléments metal, peuvent, suivant les groupes, venir du heavy metal traditionnel comme du black metal, du death metal ou encore du power metal) et de musique celtique. Les pionniers du genre sont trois groupes irlandais Cruachan, Primordial et Waylander. Le genre franchit depuis le sol irlandais, et est connu pour être réalisé par des groupes de nombreux autres pays. Il se rapproche parfois du rock celtique.

## Histoire

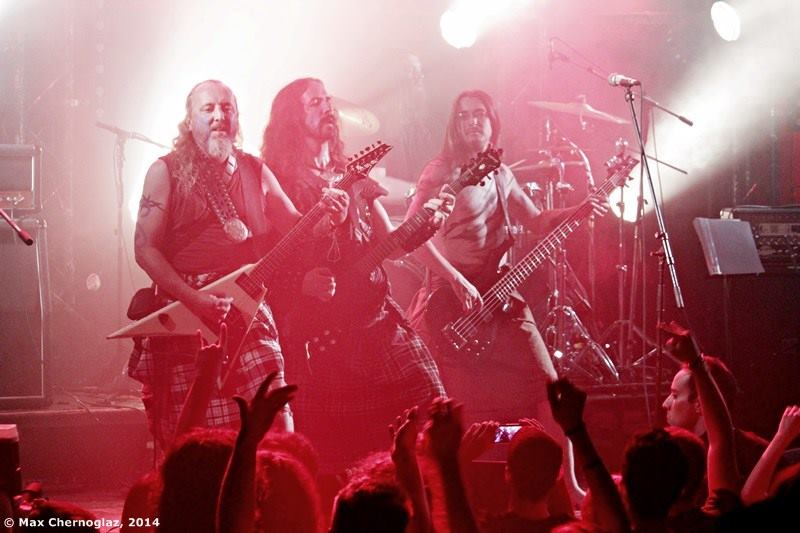
Cruachan, l'un des pionniers du folk metal et du metal celtique, sur scène en Russie, 2014.

Les origines du metal celtique peuvent être retracées durant l'émergence du folk metal, plus précisément jusqu'au groupe britannique Skyclad. Leur premier album « ambitieux » et « innovateur », The Wayward Sons of Mother Earth, est commercialisé en 1990 ; la chanson The Widdershins Jig est félicitée et qualifiée de « particulièrement significative » dans la scène metal. Ce premier album a un impact considérable sur le jeune guitariste Keith Fay, fondateur d'un groupe du nom de Minas Tirith.
Inspiré par la musique de Skyclad et Horslips, Keith Fay décide de créer un mélange entre black metal et musique folk irlandaise. Il forme le groupe irlandais Cruachan en 1992, et fait paraître une première démo en 1993. Comme Waylander, Keith Fay crédite également le groupe de rock irlandais Horslips comme « une immense inspiration pour Cruachan », notant que « ce qu'ils ont fait dans les années '70 est l'équivalent de ce que nous faisons aujourd'hui. » Le premier album de Cruachan, Tuatha Na Gael, est commercialisé en 1995, et le groupe est, depuis, félicité pour avoir « fait le plus gros dans leur tentative de créer un nouveau genre » désormais appelé folk metal. Principalement inspiré par la musique celtique et de la mythologie celtique pour leurs paroles, le style folk metal de Cruachan est désormais appelé metal celtique.
En parallèle à Cruachan, le groupe de black metal Primordial fait également paraître une démo en 1993 et « se retrouvent malgré eux comme le groupe ayant lancé la seconde vague du black metal. » La musique irlandaise joue « un très grand rôle » chez Primordial mais d'une manière subtile à l'aide d'accords et de la synchronisation sonore. L'année 1993 voit également la formation de Waylander. Aux côtés du chanteur Ciaran O'Hagan, le groupe fait paraître une démo en 1995. Un premier album, Reawakening Pride Once Lost est commercialisé en 1998. O'Hagan note qu'il s'agissait d'une coïncidence lorsque « Primordial, Cruachan et Waylander ont tous les trois émergés la même année. » Dès lors, quelques groupes irlandais se développent et jouent du metal celtique, comme Geasa, et Mael Mórdha (en).
Lors du passage au millénaire, le genre se répand dans des groupes résidant hors des frontières irlandaises. Ils incluent Eluveitie originaire de Suisse, Mägo de Oz originaire d'Espagne, Suidakra originaire d'Allemagne, et Skiltron (en) originaire d'Argentine. Malgré les racines irlandaises du genre, le metal celtique n'est pas aussi populaire en Irlande. Ciaran O'Hagan de Waylander note : « Bien que Primordial soit le plus grand groupe de metal en Irlande en termes de ventes et de popularité », le groupe serait « bien chanceux de vendre plus de 500 exemplaires de leurs albums... » Des groupes du genre sont, de leur côté, bien accueillis comme Mägo de Oz qui atteint les classements musicaux en Amérique latine et en Espagne, leur pays d'origine.

## Caractéristiques
D'une manière similaire à son genre apparenté, le folk metal, le metal celtique recense une variété de groupes ayant adopté les différents sous-genres du heavy metal. Tandis que des groupes comme Suidakra se focalisent les sous-genres extrêmes de black ou de death metal, d'autres comme Mägo de Oz et Skiltron adoptent un son power metal plus traditionnel. Le seul point commun qu'ils aient tous est l'ajout d'éléments sonores issus de la musique celtique à leur musique.
La plupart des groupes du genre jouent avec des instruments folk. La cornemuse est utilisée par des groupes comme Skiltron ou Ithilien. Le fiddle est utilisé par des groupes comme Mägo de Oz, Ithilien et Eluveitie. La flûte irlandaise et la flûte, sont utilisées par des groupes comme Cruachan, Waylander, Ithilien, et Eluveitie. Tandis que des groupes irlandais du genre utilisent des instruments d'origine comme les uilleann pipes et le bodhrán.
Une grande partie des groupes majeurs européens chantent dans leur propre langue : des groupes allemands (Saltatio Mortis, Schandmaul, In Extremo etc.), espagnols (Mago de Oz, Saurom Lamderth, etc.) et français (Overstep, Gergovia, etc. – certains groupes écrivant leurs paroles en breton -). Les groupes anglophones écrivent quant à eux les paroles de leurs morceaux en anglais, mais les parsèment bien souvent d’éléments régionaux, en intégrant des passages chantés en langue gaélique ou en gallois. Cette utilisation des langues propres à son peuple et à sa culture peut ainsi être perçue comme une revendication identitaire. La mythologie celte est souvent utilisée. Les groupes de metal bretons s'inspirent parfois de la mythologie bretonne comme Overstep qui évoque visuellement et textuellement le célèbre ouvrier de la mort breton, l'Ankou, Belenos (du nom du dieu solaire Gaulois) qui souhaite faire connaitre les civilisations celtes à travers du black metal, Targas (1995-1999) avec des ambiances progressives, le guitariste métal Pat O'May dans plusieurs albums.